# سمندرماهی
سمندرماهی (نام علمی: Lepidogalaxias salamandroides) نام یک گونه از راسته سیمین‌ماهی‌سانان است.